# Strumento musicale sperimentale

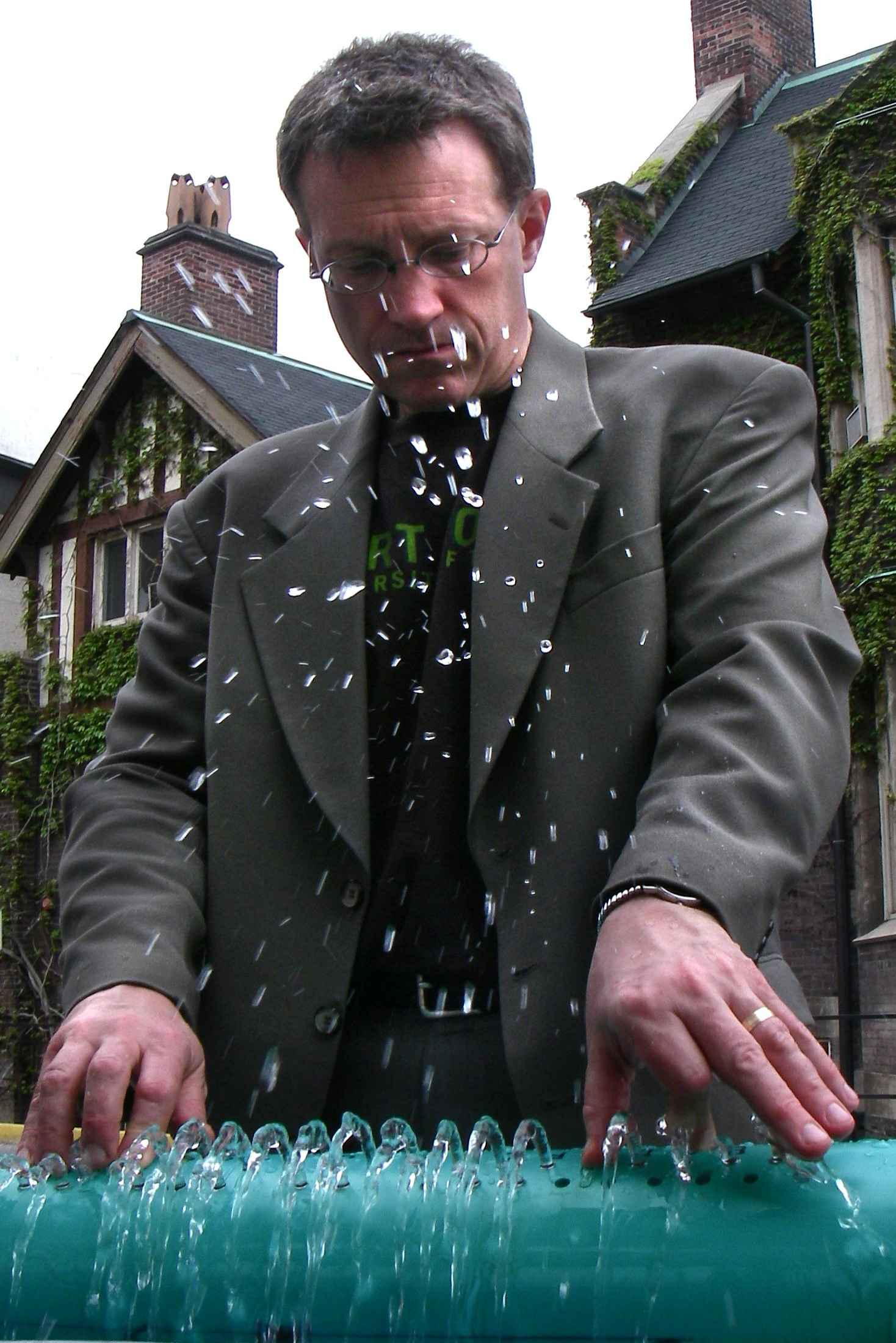
Gage Averill suona un organo a canne idrauliche sperimentale (hydraulophone) realizzato con un pezzo di tubo di drenaggio fognario e raccordi idraulici nel 2006

Uno strumento musicale sperimentale (o strumento fatto su misura) è uno strumento musicale che modifica o estende uno strumento o una classe di strumenti esistente o definisce o crea una nuova classe di strumenti. Alcuni sono creati attraverso semplici modifiche, come piatti di batteria incrinati o oggetti metallici inseriti tra le corde del piano in un pianoforte preparato. Alcuni strumenti sperimentali sono creati da oggetti domestici come una sordina fatta in casa per strumenti in ottone come tappi per la vasca. Altri strumenti sperimentali sono creati da pezzi di ricambio elettronici o mescolando strumenti acustici con componenti elettrici.
Gli strumenti creati dai primi costruttori di strumenti musicali sperimentali del XX secolo, come Luigi Russolo (1885-1947), Harry Partch (1901-1974) e John Cage (1912–1992), non furono ben accolti dal pubblico all'epoca della loro invenzione. Anche i costruttori della metà del XX secolo come Ivor Darreg, Pierre Schaeffer e Pierre Henry non guadagnarono molta popolarità. Tuttavia, negli anni '80 e '90, gli strumenti musicali sperimentali si sono guadagnati un pubblico più ampio quando sono stati utilizzati da band come Einstürzende Neubauten e Neptune.

## Tipi
Gli strumenti musicali sperimentali sono realizzati con un'ampia varietà di materiali, utilizzando una vasta gamma di tecniche di produzione del suono diverse. Alcuni degli strumenti più semplici sono strumenti a percussione realizzati con rottami metallici, come quelli creati dalla band tedesca Einstürzende Neubauten. Alcuni hydraulophones sperimentali sono stati realizzati utilizzando tubi per fognature e raccordi idraulici.
Dalla fine degli anni '60 molti strumenti musicali sperimentali hanno incorporato componenti elettrici o elettronici, come i sintetizzatori fatti in casa Fifty Foot Hose, nell'anno 1967, i blocchi percussivi elettronici suonabili di Wolfgang Flür e Florian Schneider e la drum machine fatta in casa di Future Man fatta di pezzi di ricambio e il suo Synthaxe Drumitar elettronico.
Alcuni strumenti musicali sperimentali sono creati da liutai, che sono esperti nella costruzione di strumenti ad arco. Alcuni strumenti ad arco realizzati su misura sono impiegati con tre ponticelli, anziché i soliti due (contando il capotasto come un ponticello). Aggiungendo un terzo ponticello, è possibile creare un numero di suoni insoliti che ricordano campane tubolari, campane o arpe. Uno "strumento a tre ponti" può essere una "chitarra preparata" modificata con un oggetto, ad esempio un cacciavite, posto sotto le corde per fungere da ponte improvvisato o può essere uno strumento personalizzato.
Uno dei primi chitarristi che iniziò a costruire strumenti con un ponte in più fu Fred Frith. Il chitarrista e compositore Glenn Branca ha creato strumenti simili che chiama chitarre armoniche o chitarre a mazzuolo. Dagli anni '70 il chitarrista e liutaio tedesco Hans Reichel ha creato chitarre con qualità artistiche simili al terzo ponte.
I moderni strumenti musicali sperimentali elettronici a basso voltaggio sono reperibili presso Bentmonkeycage in California. Questi strumenti glitch sono utilizzati nelle colonne sonore dei film, nelle esibizioni live di DubNoise, negli spettacoli dei DJ e nelle registrazioni. I circuiti elettronici non ingegnerizzati all'interno del dispositivo possono essere manipolati con semplici contatti del corpo, fotocellule sensibili alla luce, segnali a infrarossi e onde radio (come in un theremin).

## Storia

### Anni 1900–1950

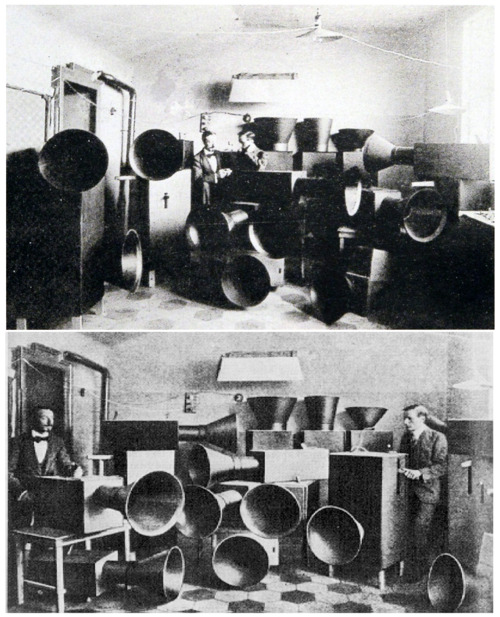
Luigi Russolo e il suo intonarumori

#### Luigi Russolo
Luigi Russolo (1885-1947) fu un pittore e compositore futurista italiano e autore dei manifesti L'arte dei rumori (1913) e Musica Futurista. Russolo ha inventato e costruito strumenti tra cui l'intonarumori ("intonatori" o "macchine del rumore"), per creare "rumori" per le esecuzioni. Sfortunatamente nessuno dei suoi intonarumori originali sopravvisse alla seconda guerra mondiale. Però ne furono fatte delle repliche.

#### Léon Theremin
Léon Theremin fu un inventore russo, famoso soprattutto per la sua invenzione del theremin intorno al 1919-1920, uno dei primi strumenti musicali elettronici. L'Onde Martenot è un altro dei primi esempi di strumento musicale elettronico inventato da Maurice Martenot.

Il luthéal è un tipo di pianoforte preparato creato da George Cloetens alla fine del 1890 e utilizzato da Maurice Ravel nella sua Tzigane per luthéal e violino. Lo strumento è in grado di produrre suoni come una chitarra o un'armonica, con strani suoni ticchettanti. Aveva diversi registri di timbri (non esclusivamente "intonazioni") che potevano essere attivati tirando i fermi sopra la tastiera. Uno di questi registri aveva un suono simile a un cimbalom, che ben si adattava all'idea di tipo zingaresco della composizione.

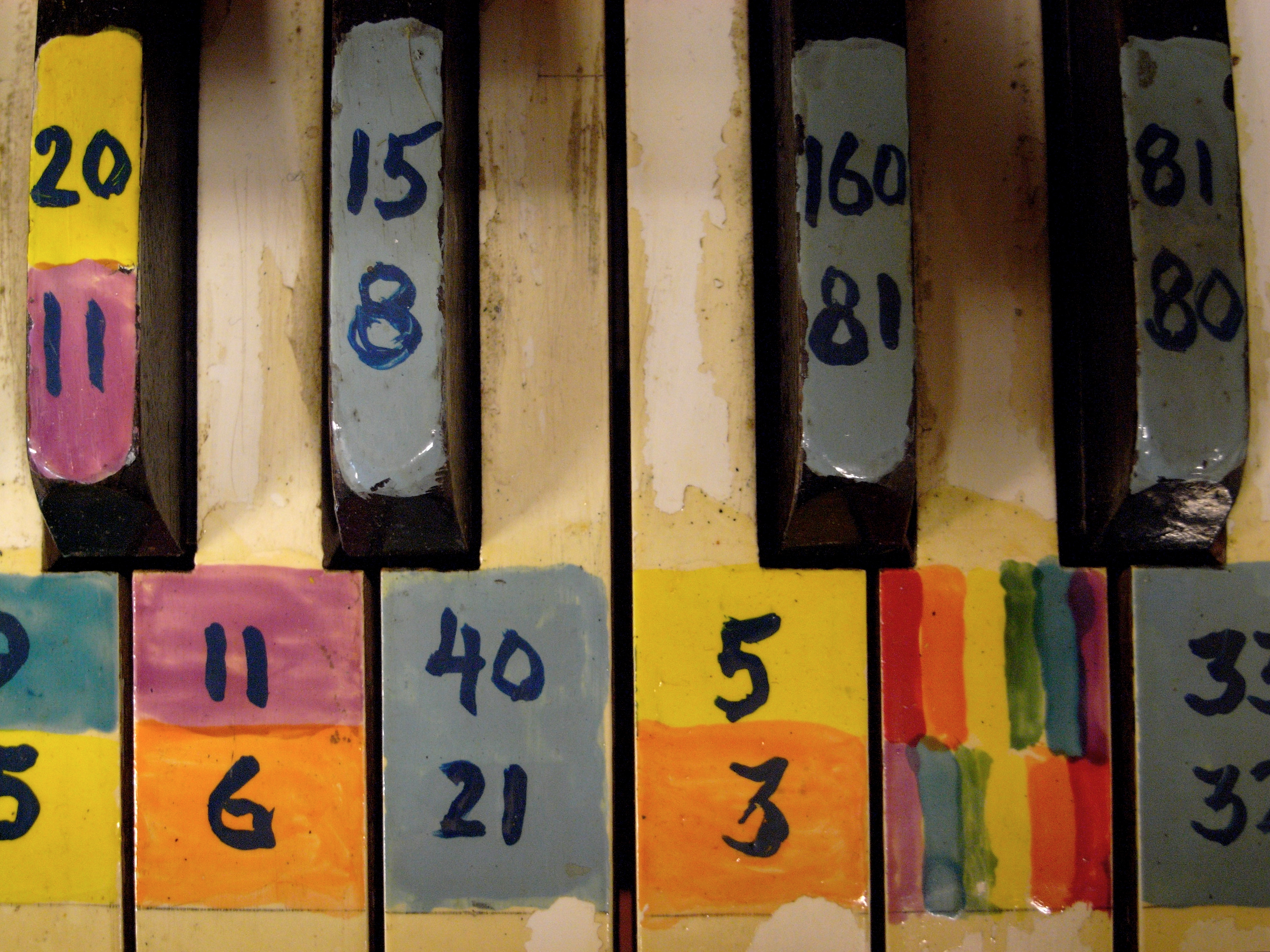
Chromelodion di Harry Partch

#### Harry Partch
Harry Partch (1901-1974) fu un compositore americano e costruttore di strumenti. È stato uno dei primi compositori del ventesimo secolo a lavorare ampiamente e sistematicamente su scale microtonali, scrivendo gran parte della sua musica per strumenti su misura da lui stesso costruiti, sintonizzati su intonazione naturale. I suoi strumenti adattati comprendono la viola adattata, tre chitarre adattate e una chitarra senza tasti a 10 corde. Inoltre, risintonizzò le canne di diversi organi a pompa e progettò e costruì molti strumenti da materie prime grezze, tra cui la Diamond Marimba, il Cloud Chamber Bowls, gli Spoils of War e un Gourd Tree (zucca).

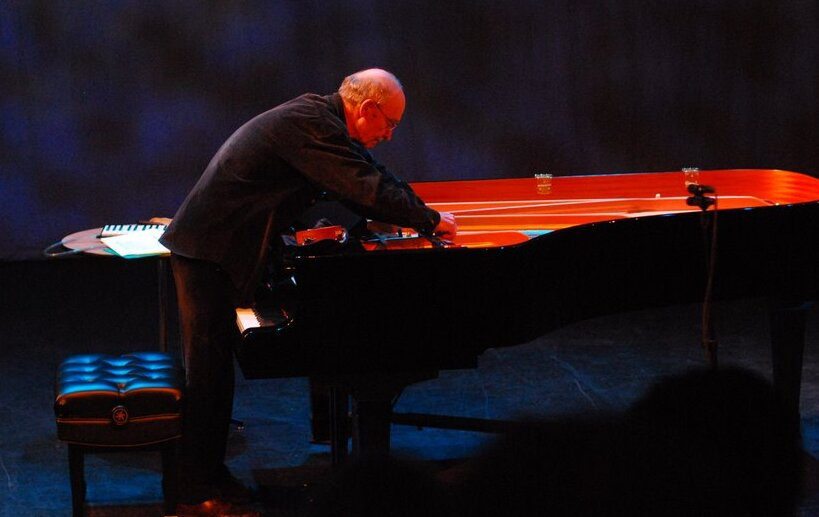
Christian Wolff rimuove gli oggetti preparati

#### John Cage
John Cage (1912–1992) è stato un compositore americano che ha aperto la strada ai campi della musica aleatoria, della musica elettronica e dell'uso non ortodosso di strumenti musicali.
I brani per pianoforte preparato di Cage usavano un pianoforte con il suono alterato ponendo vari oggetti nelle corde. Fu il primo a usare dischi fonografici come strumenti musicali (nella sua composizione del 1939 Imaginary Landscape No.1 Cage inventò anche modi per esibirsi usando suoni che erano quasi impercettibili incorporando cartucce fotografiche e microfoni a contatto (la sua composizione Cartridge Music del 1960).

#### Ivor Darreg
Ivor Darreg (1917–1994) fu uno dei principali sostenitori e compositori di musica microtonale o "xenarmonica", dal greco xenia (ξενία, ospitalità) o xenos (ξένος, straniero) e creò anche una serie di strumenti musicali sperimentali. Negli anni '40, Darreg costruì un violoncello amplificato, un clavicordo amplificato e un tamburo con tastiera elettrica.

### Anni 1950–1960
I Kraftwerk sono noti per i loro sintetizzatori fatti in casa nei primi anni '70. Negli anni '60, Michel Waisvisz e Geert Hamelberg svilupparono il kraakdoos o cracklebox, un dispositivo elettronico su misura alimentato a batteria per produrre rumore. È una piccola scatola con sei contatti metallici in cima, che quando vengono premuti con le dita generano una gamma di suoni e toni insoliti. Il corpo umano diventa parte del circuito e determina la gamma di suoni possibili; persone diverse genereranno suoni diversi.

### Anni 1970–1980

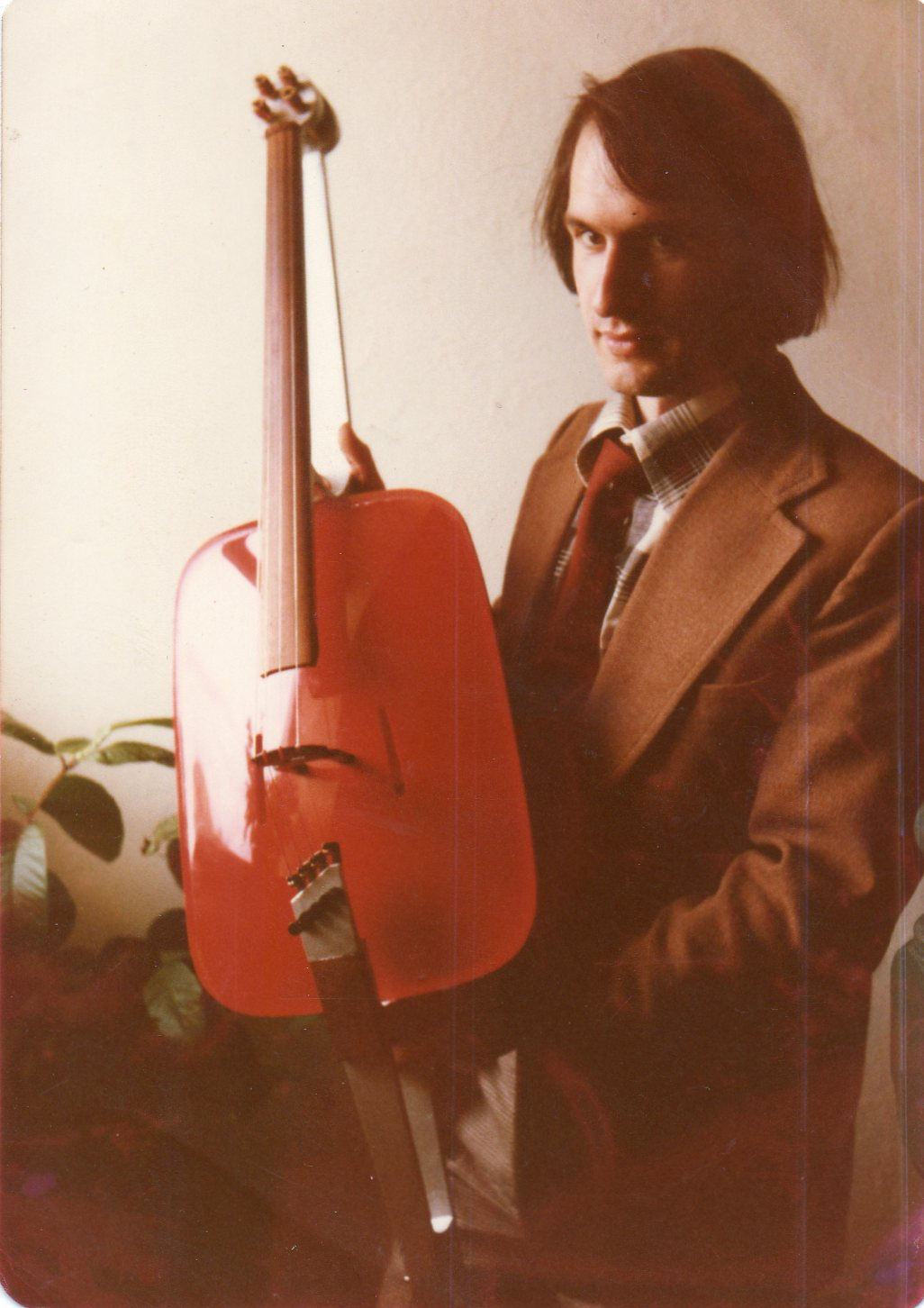
Strumento musicale a corde Neola

La neola è uno strumento musicale a corde con registro tenore inventato nel 1970 da Goronwy Bradley Davies, Llanbedr, Galles. Nel design sono stati utilizzati plastica e alluminio e l'invenzione è stata riconosciuta in un brevetto britannico (registrato il 16 agosto 1972) e con un premio del Design Council.  Per lo strumento è stato registrato il nome "Neola"..  L'invenzione è intesa come un tenore e sostituisce uno strumento della famiglia delle viole che è stato superato dalla più recente famiglia dei violini. Le corde sono accordate su sol2, re3, la3 ed mi4, un'ottava sotto il violino e lo strumento può essere eseguito in modo simile a un violoncello. I suonatori di violoncello dovrebbero adattare la loro tecnica per adattarsi alla corda più corta e alla lunghezza del corpo e l'uso della posizione del pollice non sarebbe lo stesso. Le specifiche di progettazione si adattano bene alla produzione industriale, mantenendo la coerenza nella qualità. Questo non è il caso degli strumenti tradizionali poiché la scelta dei materiali pregiati e le capacità del liutaio sono essenziali nella produzione di strumenti con qualità sonore superiori.
A metà degli anni '70, Allan Gittler (1928–2003) realizzò uno strumento sperimentale su misura chiamato chitarra Gittler. La chitarra Gittler ha 6 corde, ogni corda ha il suo pick-up. Le versioni successive hanno un corpo in plastica. I tasti in acciaio conferiscono allo strumento un aspetto simile al sitar. Sei singoli pickup possono essere indirizzati a uscite divise.
Z'EV e Einstürzende Neubauten hanno realizzato diversi strumenti a percussione dalla spazzatura. L'artista No Wave Glenn Branca, iniziò a costruire zithers col 3° ponte con un ponte mobile aggiuntivo posizionato sulle posizioni annodate, con giusta intonazione della serie armonica. Hans Reichel (nato nel 1949) è un chitarrista improvvisatore, liutaio e inventore tedesco. Reichel ha costruito diverse varianti di chitarre e bassi, la maggior parte con tastiere multiple, posizionamento unico dei pickup e la stessa tecnica di esecuzione indiretta degli strumenti di Branca. I suoni risultanti superano la gamma di accordatura convenzionale e aggiungono effetti interessanti, da strani toni a rumori metallici. In seguito ha inventato il suo Daxofono, per il quale è più noto. Il suo Daxofono è costituito da una singola lama di legno fissata in un blocco contenente un microfono a contatto. Normalmente viene suonato sfregando la mano libera, ma può anche essere colpito o pizzicato, il che diffonde il suono allo stesso modo di un righello musicale a metà della tavola. Queste vibrazioni continuano quindi alla base di blocchi di legno, che a sua volta viene amplificata dai microfoni di contatto al suo interno. È possibile produrre una vasta gamma di timbri vocali, a seconda della forma dello strumento, del tipo di legno, del punto in cui è sfregato e del punto in cui viene fermato per tutta la sua lunghezza con un blocco di legno separato (increspato su un lato) chiamato "dax".
La compositrice americana Ellen Fullman (nata nel 1957) ha sviluppato uno strumento a corde lunghe nei primi anni '80, che è accordato con intonazione naturale e suonato andando su e giù lungo la lunghezza delle lunghe corde, sfregandole con le mani spalmate di colofonia, producendo vibrazioni longitudinali.
Bradford Reed ha inventato la pencilina, uno strumento a corda su misura negli anni '80. È una chitarra a 3 ponti a doppio manico che è simile nella costruzione a due zither lunghi e sottili collegati da un supporto. Incuneata sopra e sotto le corde in ogni manico c'è un'asta regolabile, una bacchetta di legno per le corde della chitarra e un'asta di metallo per le corde del basso. Inoltre, ci sono quattro campane. La pencilina viene suonata colpendo le corde e le campane con delle bacchette. Le corde possono anche essere pizzicate o suonate con l'archetto.
Gli Uakti (WAHK-chee) sono un gruppo musicale strumentale brasiliano attivo negli anni '80 noto per l'utilizzo di strumenti su misura costruiti dal gruppo. Marco Antônio costruì vari strumenti nel suo seminterrato con tubi in PVC, legno e metallo.
Remo Saraceni ha realizzato una serie di strumenti di tipo sintetizzatore con interfacce insolite, il suo più famoso è il pianoforte Walking Piano, chiamato anche Big Piano dal suo creatore reso famoso nel film Big.
Negli anni '80 fu sviluppato il folgerphone. È uno strumento a fiato (o aerofono), classificabile come un legno piuttosto che un ottone nonostante sia fatto di metallo, perché ha una ancia (cfr. sassofono). È fatto da un bocchino per sax contralto, con tubi di rame e un barattolo del caffè. Sebbene utilizzi parti di sax, è uno strumento a foro cilindrico e quindi parte della famiglia dei clarinetti.
In India, il nuovo strumento basato sullo stile harmonium è stato sviluppato da Pt. Manohar Chimote con la combinazione di tasti e corde simpatiche per creare il tono più adatto per suonare da solo. Questo fu chiamato Samvadini. Si basa sul sistema dell'accordatura a intonazione naturale e viene suonato in una sola tonalità. È uno strumento solista esclusivo con grandi potenzialità. La sua seguace Jitendra Gore ora suona questo strumento solista.

### Anni 1990 e 2000

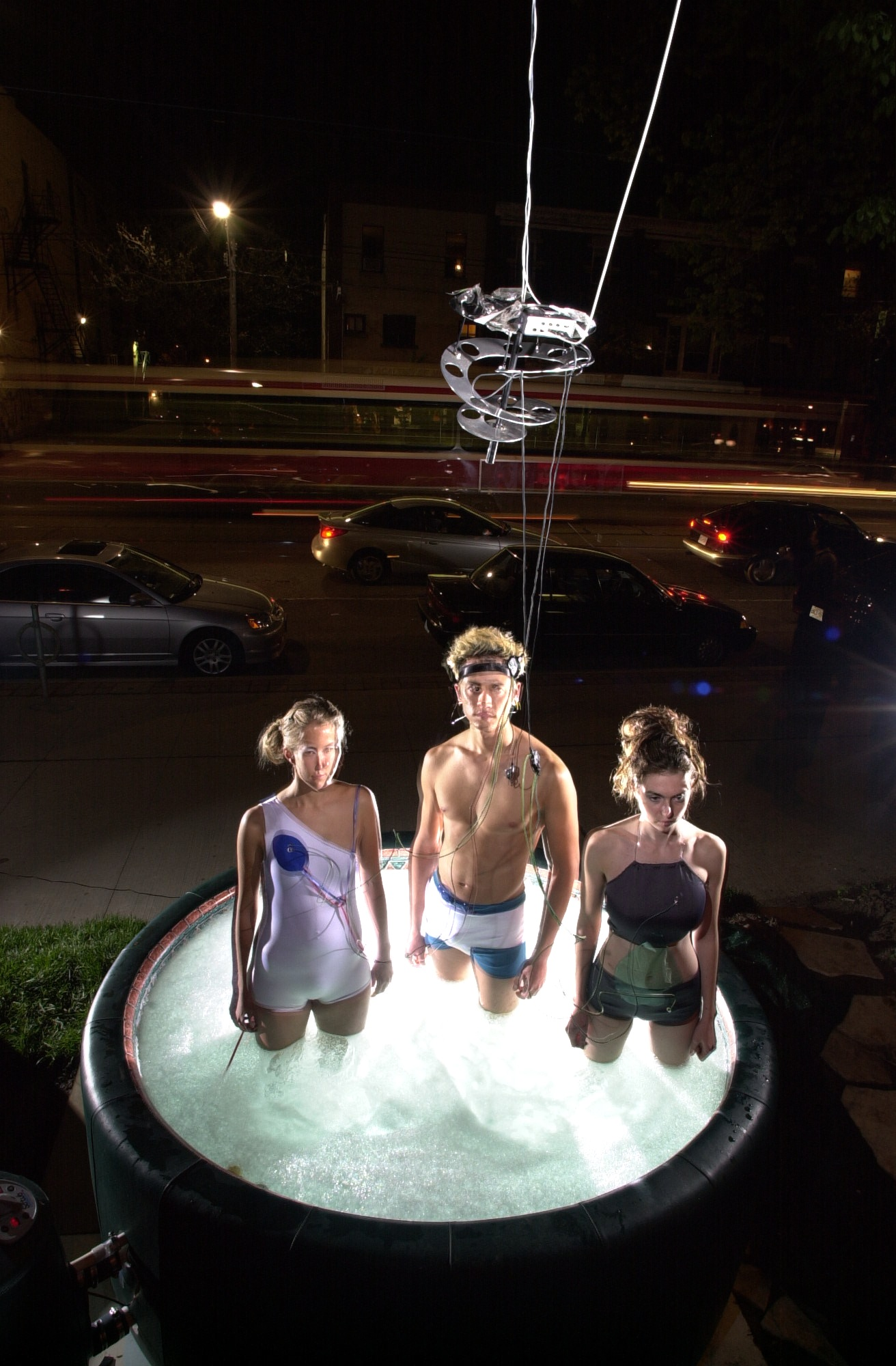
Due elettrocardiofoni e un elettroencefalofono, che usano le onde cerebrali per generare o modulare i suoni.

Il bazantar è un contrabbasso a cinque corde con 29 corde simpatiche e 4 corde bordone e ha una gamma melodica di cinque ottave inventato dal musicista Mark Deutsch, che lavorò al progetto tra il 1993 e il 1997. È progettato come un alloggiamento separato per le corde simpatiche (per gestire l'aumento della tensione delle corde) montabile su contrabbasso o violoncello, modificato per contenere le corde bordoni.
Ken Butler produce strani strumenti a forma di chitarra fatti di spazzatura, fucili e altro materiale. Costruisce anche violini in forme eccentriche.
Cor Fuhler (1964) è un musicista improvvisatore olandese/australiano, compositore e costruttore di strumenti, noto per le sue tecniche pionieristiche estese di pianoforte. Ha creato il keyolin negli anni '90. Il keyolin è un violino a 2 corde suonato tramite una tastiera meccanica, che controlla intonazione, vibrato, glissando e i parziali. Un archetto personalizzato, suonato sottosopra, controlla il timbro e il volume.
Iner Souster (nato nel 1971) è un costruttore di strumenti musicali sperimentali, artista visivo, musicista, designer di fauxbot e regista che vive a Toronto, nell'Ontario, in Canada. Souster costruisce la maggior parte dei suoi strumenti da materiali di scarto, trovati e recuperati. Alcuni dei suoi strumenti sono strumenti a corda a una corda o pianoforti a pollice. Uno dei suoi strumenti più complicati è il "Bowafridgeaphone".
Leila Bela è una musicista d'avanguardia americana di origine iraniana e produttrice discografica di Austin, in Texas.
Il pluristrumentista giapponese e costruttore di strumenti musicali sperimentali Yuichi Onoue ha sviluppato una ghironda a due corde simile a un violino senza tasti, chiamata Kaisatsuko, nonché una chitarra elettrica profondamente smerlata per tecniche di suono microtonali.
I Solmania dal Giappone e i Neptune sono band di musica rumorista che hanno costruito chitarre e bassi personalizzati. I Solmania modificano i propri strumenti con corde extra per corde bordone. I Neptune hanno costruito chitarre con rottami metallici e hanno prodotto lamellofoni elettrici. Il basso è costruito usando il contenitore di un VCR e un altro dei loro strumenti ha una falce dentellata in fondo. Suonano anche strumenti a percussione personalizzati e lamellofoni elettrici. I Neptune iniziarono nel 1994 come progetto artistico per studenti dello scultore/musicista Jason Sanford. Nel 2006 i Neptune hanno firmato con Table of the Elements, un'etichetta discografica sperimentale che ha anche artisti come Rhys Chatham, John Cale e Captain Beefheart nel suo elenco.
Anche il Blue Man Group ha sperimentato strumenti a percussione fatti in casa, realizzati con tubi in PVC e altri materiali. Per la registrazione del loro primo album fu necessario uno studio appositamente costruito.
A metà degli anni '90 il gruppo californiano nu metal Motograter inventò l'omonimo strumento al posto di un basso elettrico. Il Motograter è composto da 2 grandi molle industriali montate su una piattaforma di metallo, che produce suoni di chitarra e basso unici e potenti con un forte suono "RRRRRR". Il suono del Motograter è vagamente paragonabile a un dispositivo di taglio/perforazione a corsa lenta.
Fondata nel 1998, The Vegetable Orchestra utilizza strumenti realizzati interamente con verdure fresche.
Negli anni 2000 la liutaia canadese Linda Manzer ha creato la chitarra Pikasso, una chitarra a 42 corde con tre manici. È stata resa popolare dal chitarrista jazz Pat Metheny, che l'ha utilizzata nella canzone Into the Dream e in diversi album. Il suo nome è apparentemente derivato dalla sua somiglianza in apparenza alle opere cubiste di Pablo Picasso.
Nel 2000 Felix Rohner e Sabina Schärer svilupparono lo hang a Berna, in Svizzera.
Nel 2003 è stata creata la tritarra da Samuel Gaudet e Claude Gauthier in Canada. Il liutaio sperimentale Yuri Landman ha costruito una varietà di chitarre elettriche con ponte a coda con corde risonanti e chitarre con un terzo ponte come la chitarra Moodswinger, Moonlander e Springtime per chi suona l'indie rock e il noise rock come i Sonic Youth, i Liars, i Blood Red Shoes e pianoforti a pollice elettrici, chitarre elettriche a tamburo e strumenti a tamburo a molla.

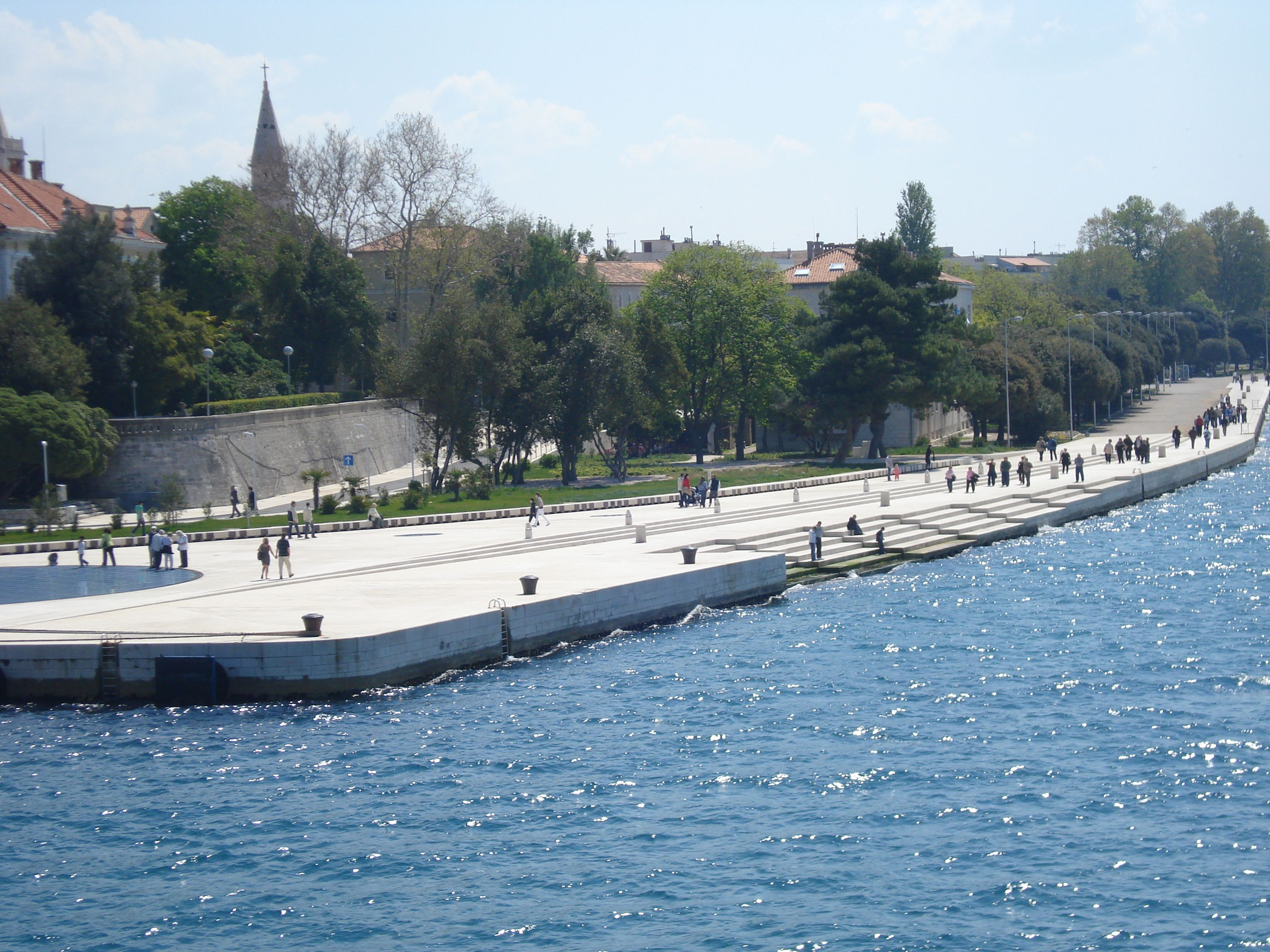
L'organo marino dell'architetto Nikola Bašić, che crea il suono dalle onde del mare usando tubi costruiti sotto i gradini di marmo

Nel 2005 l'architetto Nikola Bašić ha costruito un organo marino a Zara, in Croazia, uno strumento musicale sperimentale che suona musica tramite le onde del mare e tubi situati sotto una serie di grandi gradini di marmo. Sotto questi passaggi è nascosto un sistema di tubi in polietilene e una cavità risonante che trasforma il sito in un enorme strumento musicale, suonato dal vento e dal mare. Le onde creano suoni in qualche modo casuali ma armonici.
Incitato dal compositore e ricercatore Georg Hajdu nel 2006, Stephen Fox (produttore di clarinetti) di Toronto, in Canada, iniziò a costruire una nuova classe di clarinetti, chiamati clarinetti BP, in grado di suonare la scala Bohlen-Pierce di 146,3 centesimi per passo. Finora due misure disponibili sono suonate da un numero limitato ma crescente di clarinettisti professionisti in Canada, Stati Uniti, Germania ed Estonia, con altre due misure in esame.
A partire dal 2006, l'Ice Music Festival celebra gli strumenti musicali fatti di ghiaccio.
Nel 2010 il compositore Alexis Kirke e il tecnologo Tim Hodgson hanno trasformato il Roland Levinsky Building dell'Università di Plymouth in una forma di strumento musicale che verrà suonato dal sol levante, nell'ambito del Festival di musica contemporanea di Peninsula Arts. I sensori di luce sono stati posizionati su sette piani dell'edificio e alimentati da una rete radio per uno strumento di musica per computer analogo a un Mellotron. Mentre il sole sorgeva, la "Sunlight Symphony" suonava nello spazio riverberato dell'atrio a pianta aperta dell'edificio Roland Levinsky.
Per il suo album del 2011 Biophilia, l'artista islandese Björk ha sviluppato uno strumento basato su una bobina di Tesla e un secondo strumento descritto come un incrocio tra un Gamelan e una Celesta, soprannominato "Gameleste".
Nel 2013 un gruppo di ricerca della McGill University ha creato strumenti musicali digitali realizzati sotto forma di protesi musicali.
Nel 2014 il russo Andrei Remyannikov ha sviluppato il grande tamburo RAV.

## Costruttori non citati nel testo
- Baschet Brothers
- Chas Smith
- Kraig Grady
- Louis Hardin (Moondog)

## Artisti
- Pierre Bastien
- Pol Palli
- Ken Butler
- Cabo San Roque
- Henry Dagg
- Hugh Davies
- Constance Demby
- Fifty Foot Hose
- Fred Frith
- Futureman
- Bruce Haack
- Herbie Hancock
- Les Luthiers
- Micachu
- Moondog
- The Music Tapes
- Neptune
- Einstürzende Neubauten

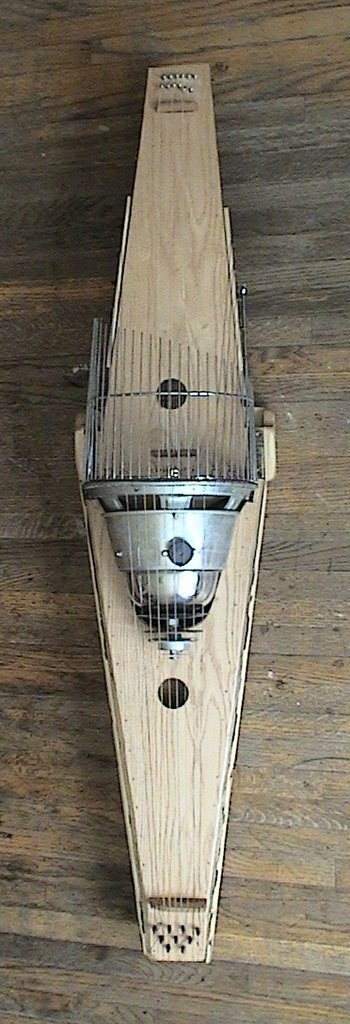
Bowafridgeaphone costruito da Iner Souster

- Bob Ostertag – sistema di generazione del suono in tempo reale fatto in casa utilizzato in Getting a Head (1980)
- Senyawa
- Sleepytime Gorilla Museum
- That 1 Guy
- Thomas Truax
- Uakti

## Organizzazioni
Logos Foundation, STEIM, Sonoscopia (Porto) e iii (L'Aia) sono organizzazioni che si concentrano sullo sviluppo di nuovi strumenti. Oltre a produrre strumenti esse stesse, queste organizzazioni gestiscono anche programmi attivi per artisti in residenza e invitano artisti a sviluppare nuove opere d'arte, laboratori e presentazioni. Annualmente il Concorso Guthman Instrument si svolge presso la Georgia Tech.

## Pubblicazioni
- Experimental Musical Instruments (EMI) è stato pubblicato periodicamente da Bart Hopkin, leader nella progettazione e costruzione di musica sperimentale del XX secolo. Sebbene non siano più in stampa, i numeri arretrati sono ancora disponibili.
- Atti dell'International Computer Music Conference (ICMC)
- Atti della conferenza New Interfaces for Musical Expression (NIME)

## Galleria d'immagini

Esempi di strumenti musicali sperimentali
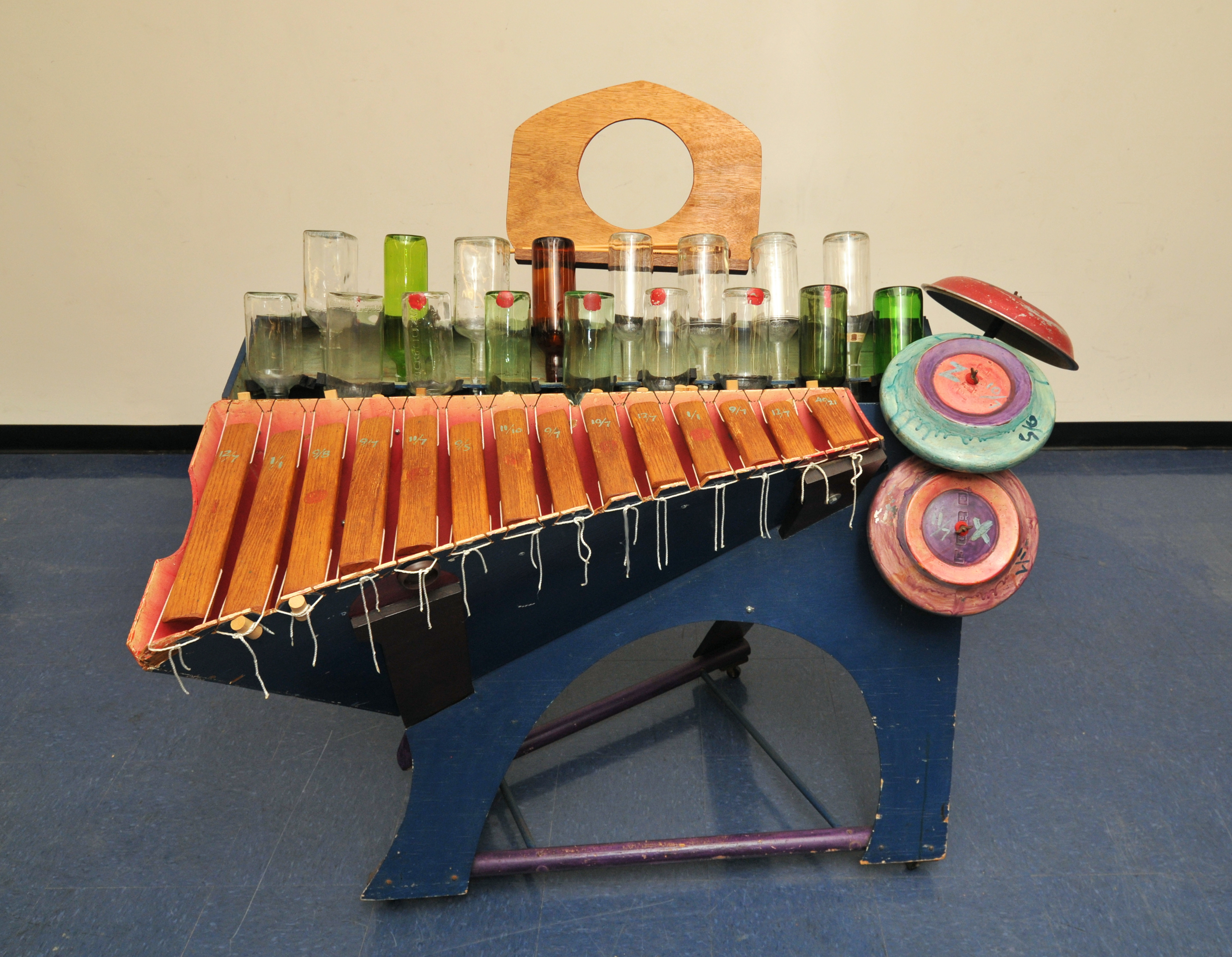
Zymo-Xyl di Harry Partch, uno strumento a percussione fatto di bambù, bottiglie di liquore e coprimozzi.
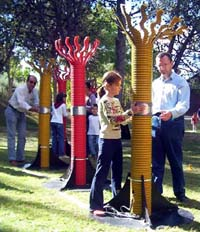
Tubulophone, di Jean-Robert Sedano
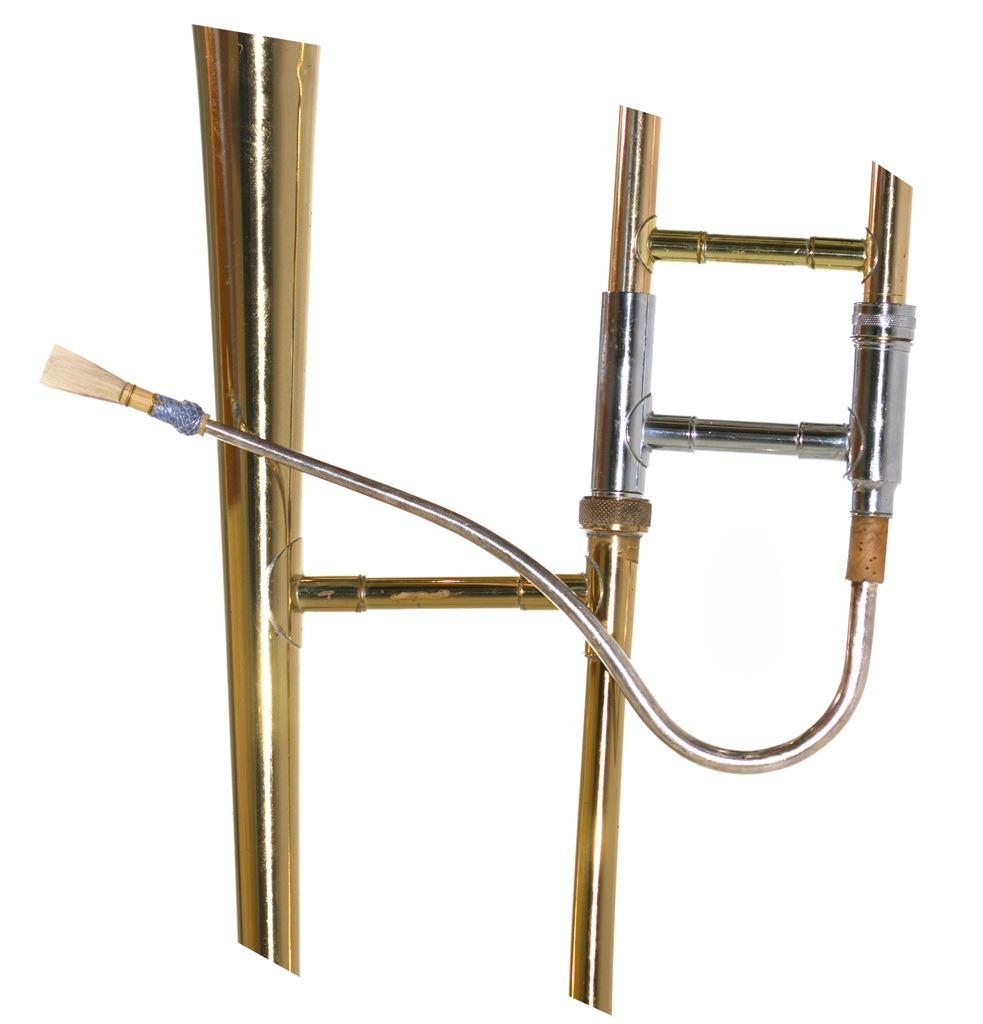
Un tromboon combina la "esse" di un fagotto sul canneggio di un trombone: il nome deriva infatti dalla fusione dei termini inglesi trombone (che significa appunto trombone) e bassoon (cioè fagotto).
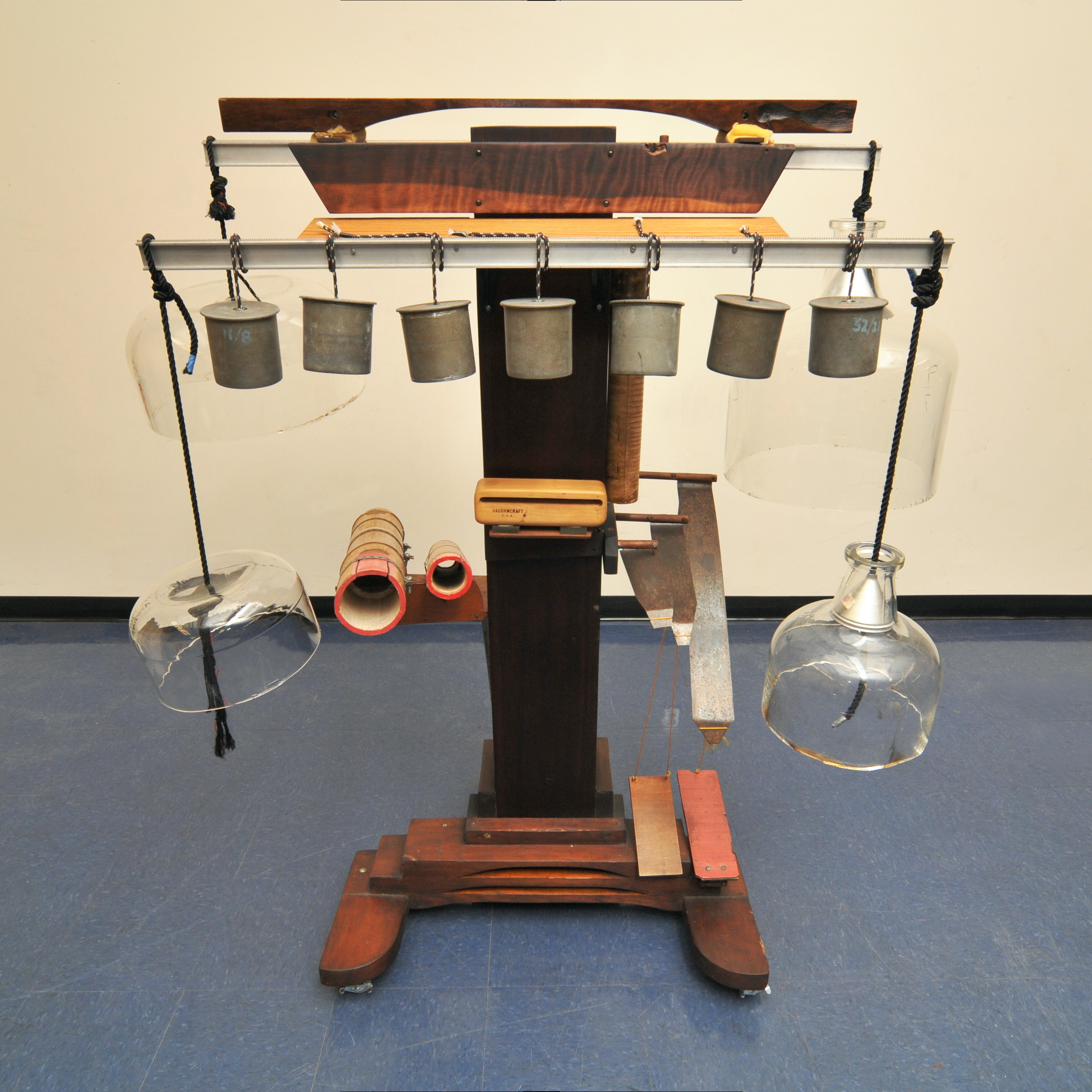
Spoils of War di Harry Partch, un insieme di diversi singoli strumenti, inclusi i fondali di proiettili di artiglieria.
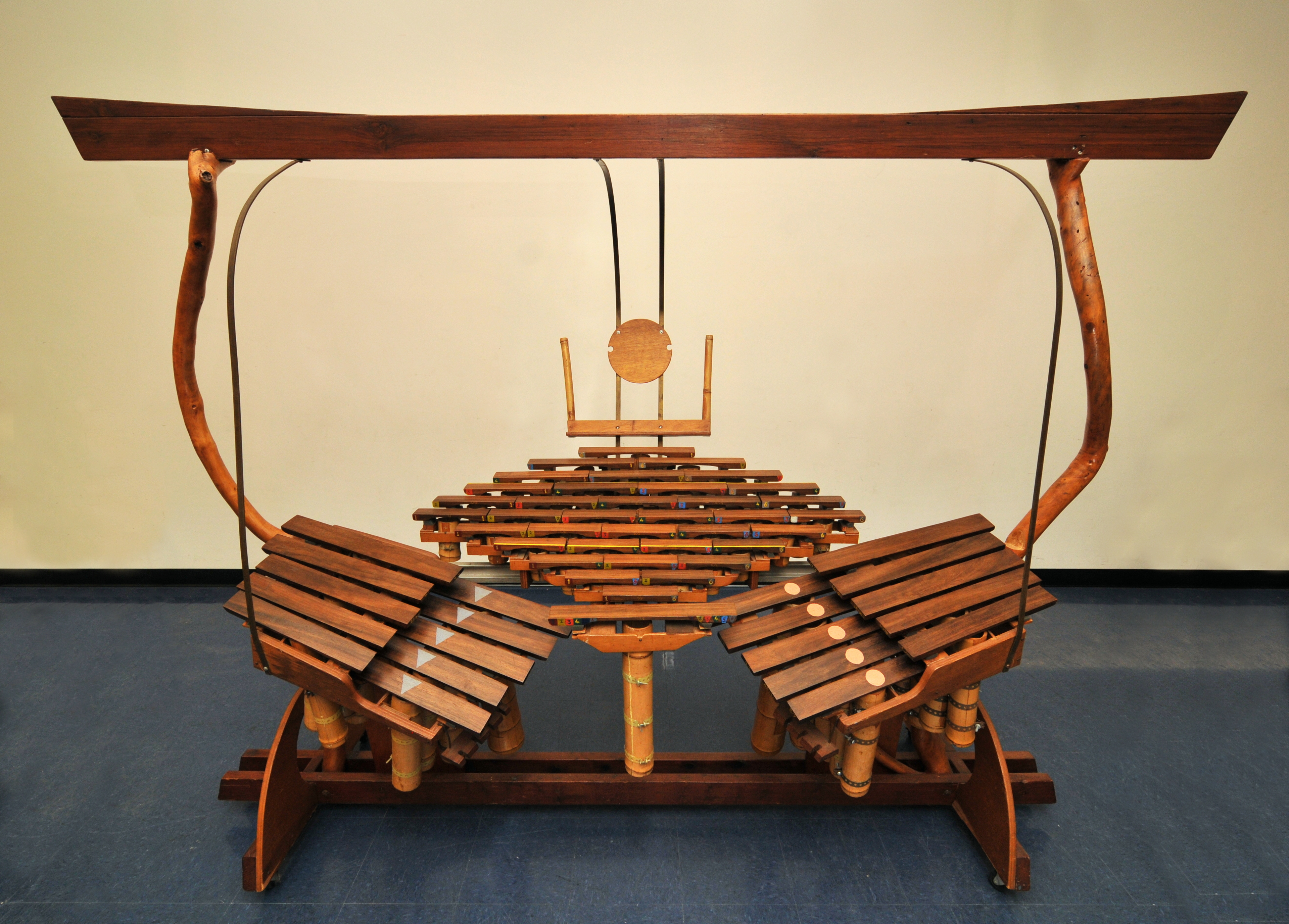
Quadrangularis Reversum di Harry Partch, una grande marimba con diverse file di blocchi sintonizzati nel suo sistema di intonazione naturale.
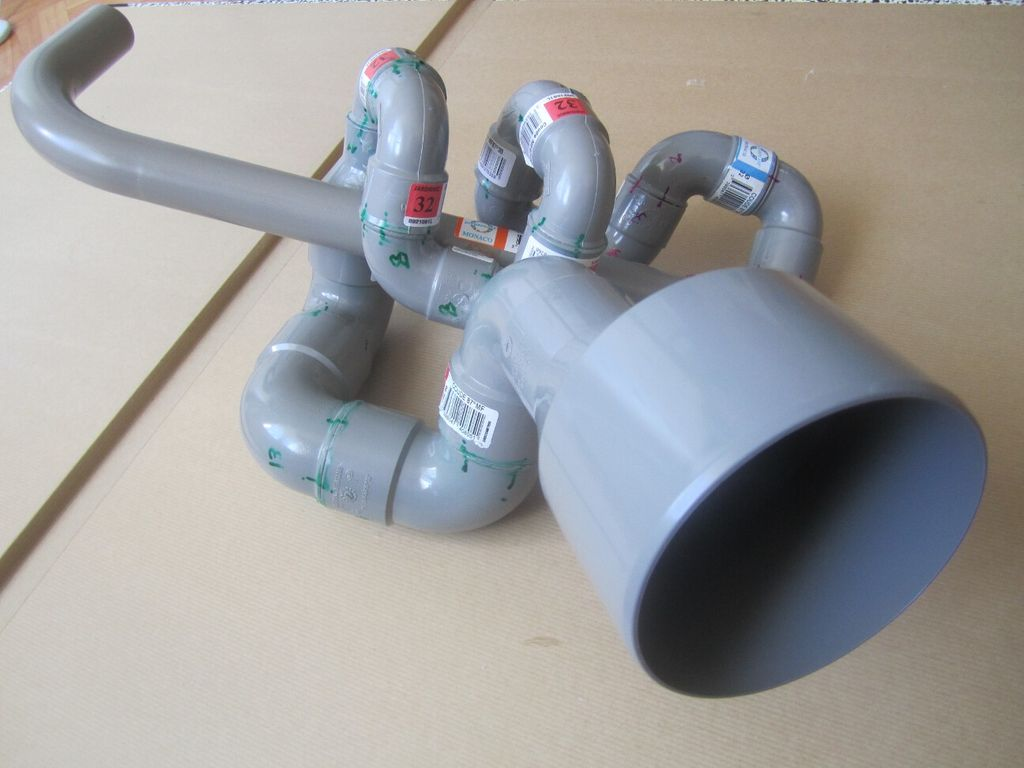
Didgeridoo in PVC fai-da-te piegato "a serpente"
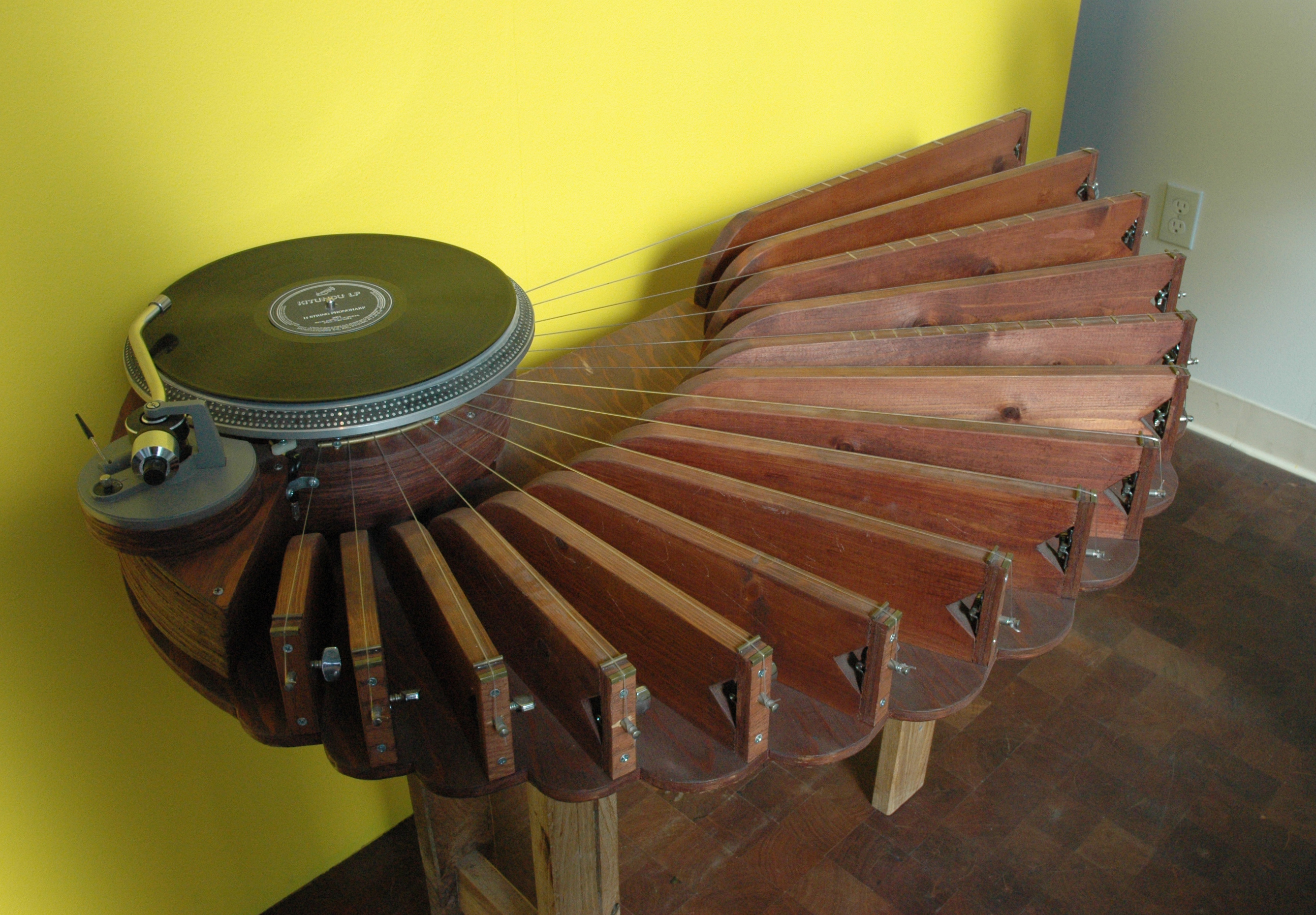
Phonoharp di Walter Kitundu
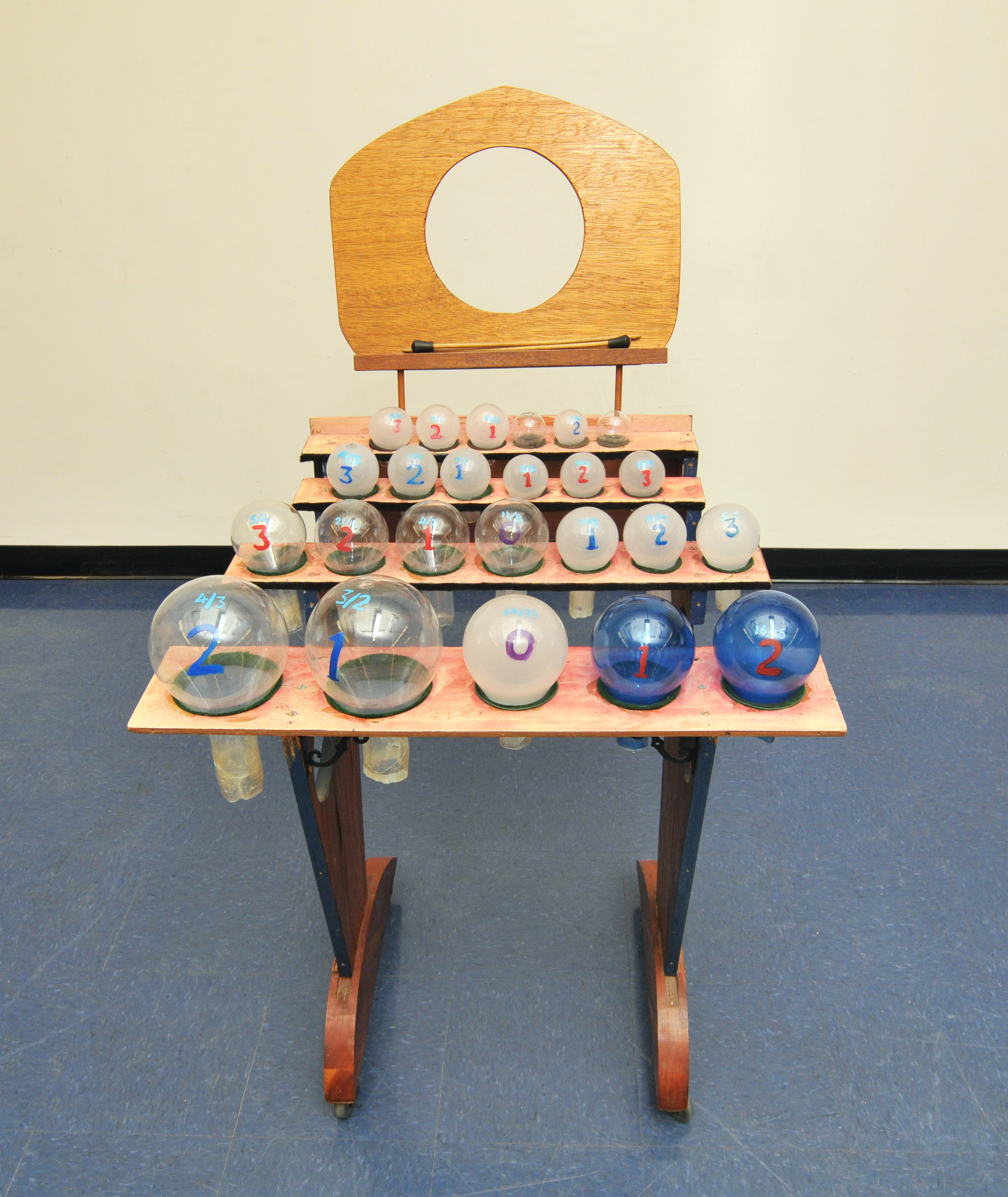
Mazda Marimba di Harry Partch, una marimba con lampadine come componenti suonabili.
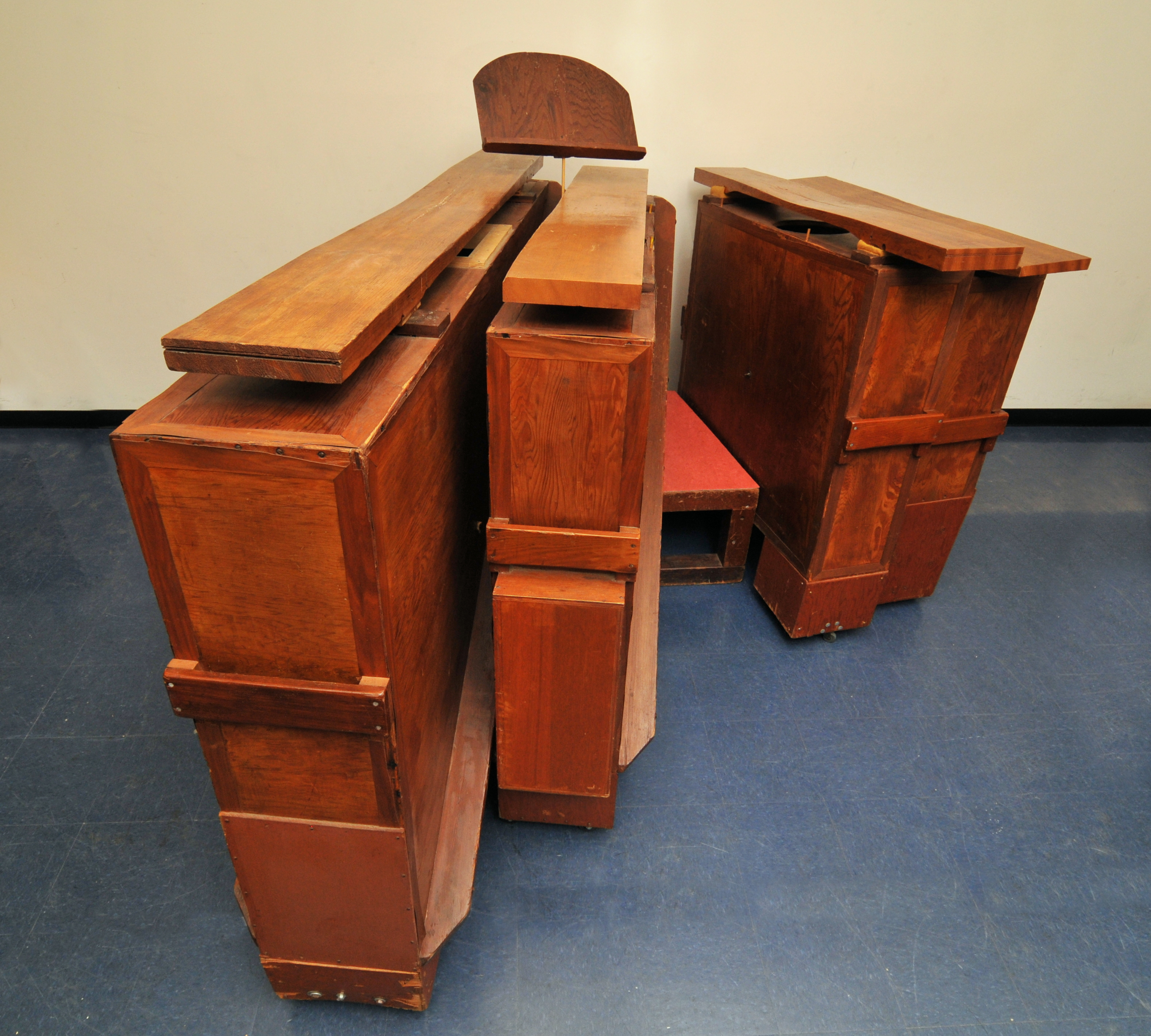
La Marimba Eroica di Harry Partch, un'enorme marimba che suona toni molto bassi.
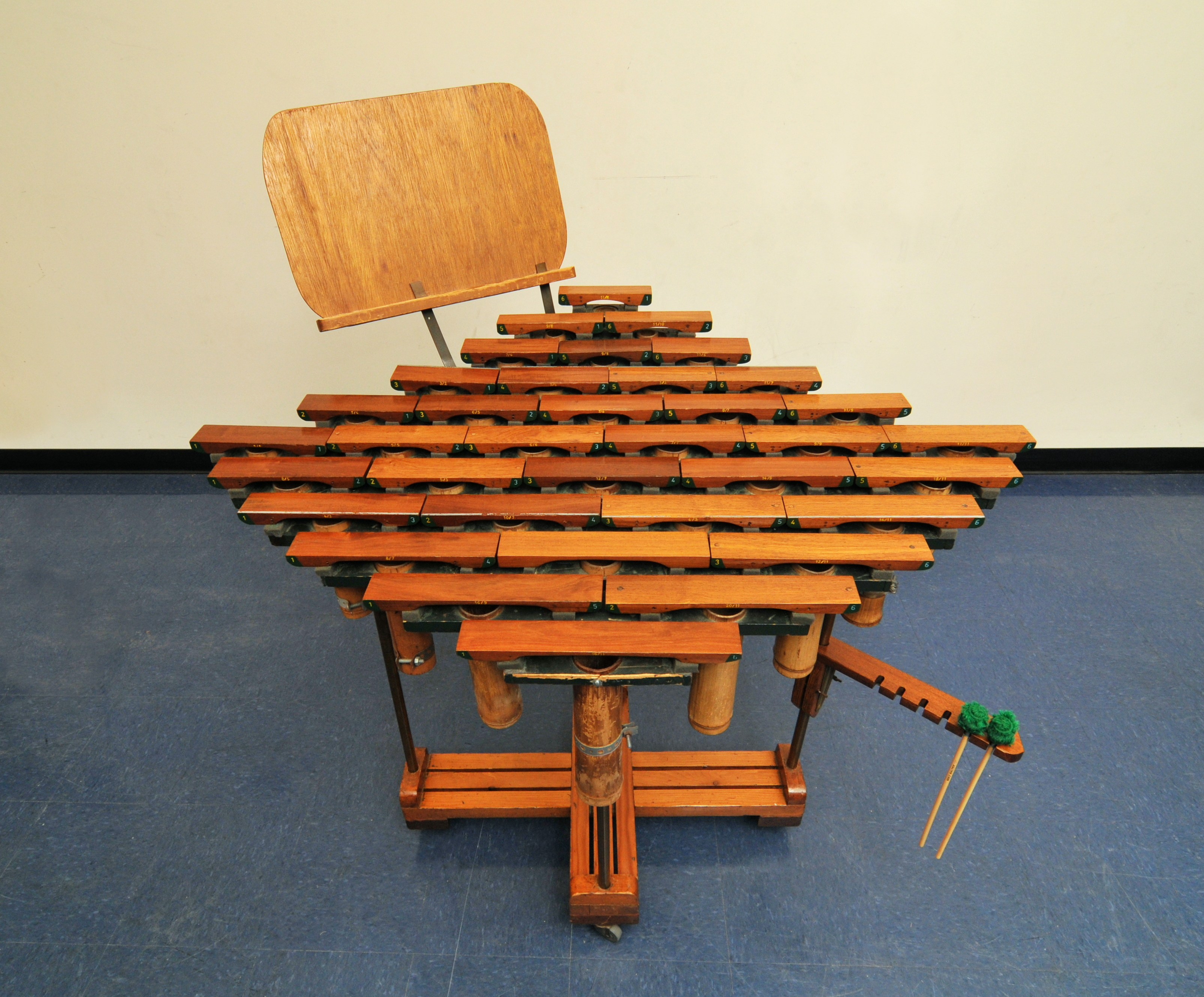
Diamond Marimba di Harry Partch, una marimba sintonizzata sul suo particolare sistema di intonazione naturale.
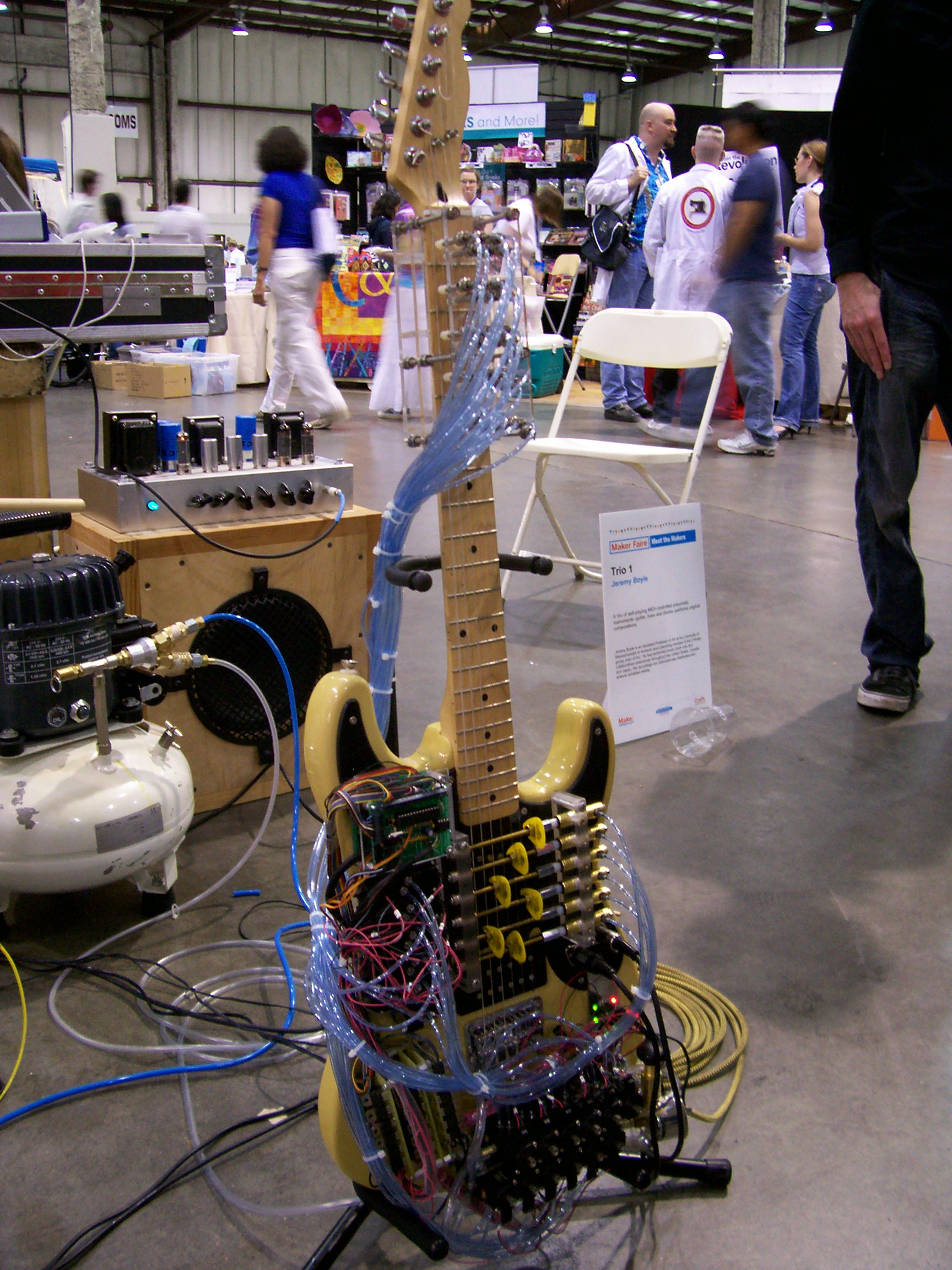
Questa chitarra elettrica si suona con un'interfaccia tipo tastiera per pianoforte.
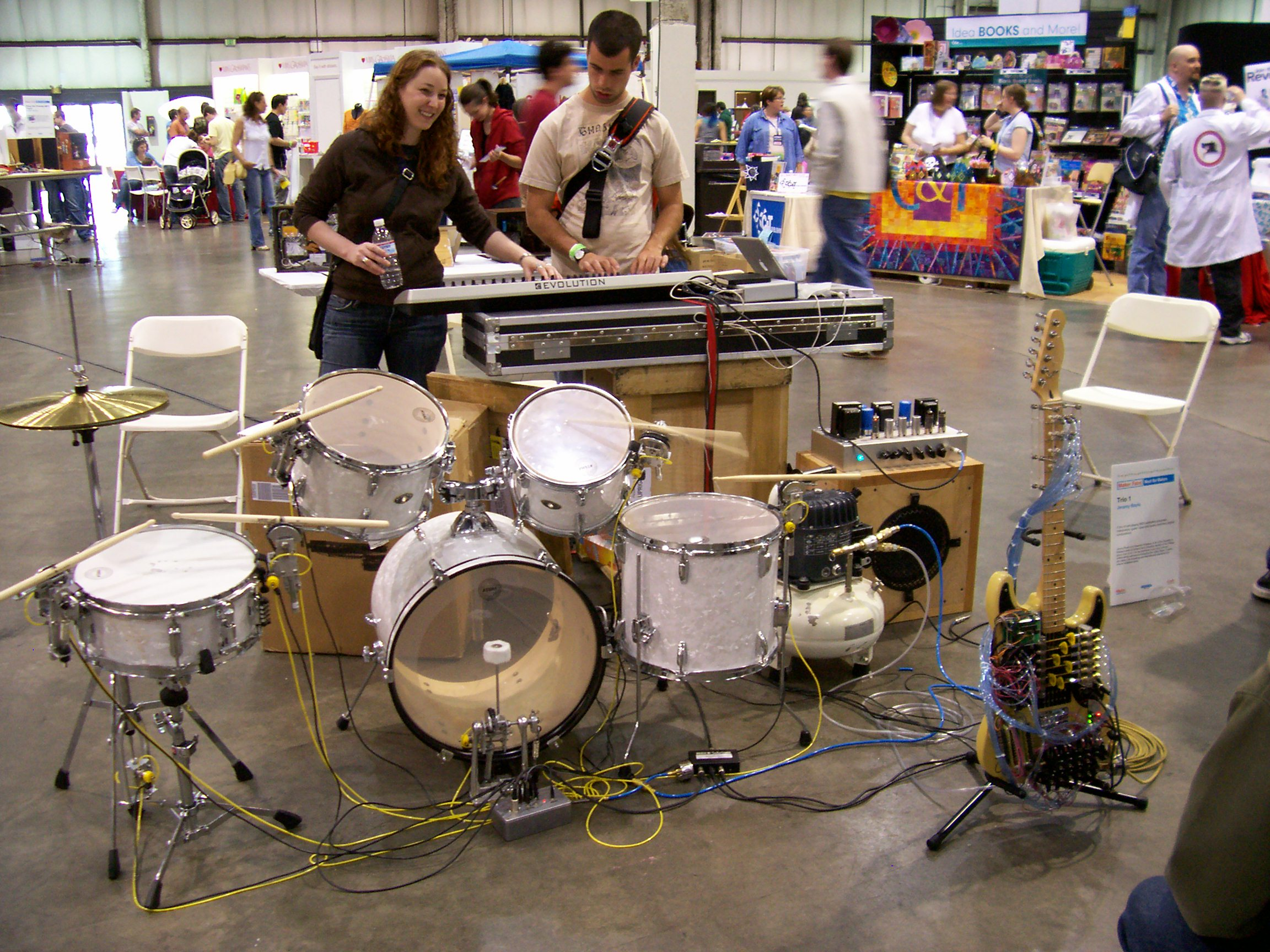
Gruppo batteria/chitarra con le tastiere che le controllano.
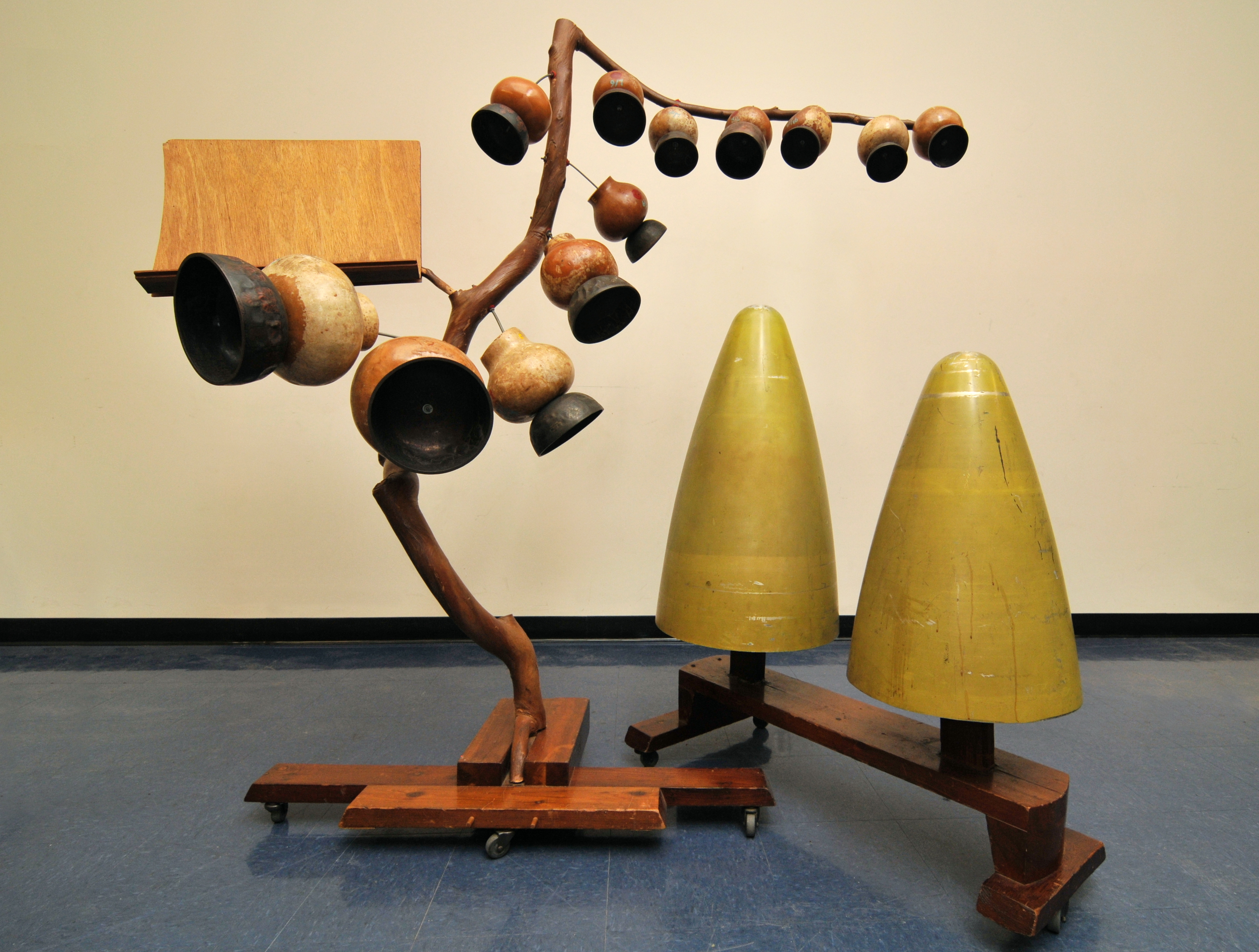
Albero della zucca di Harry Partch e gong a cono.
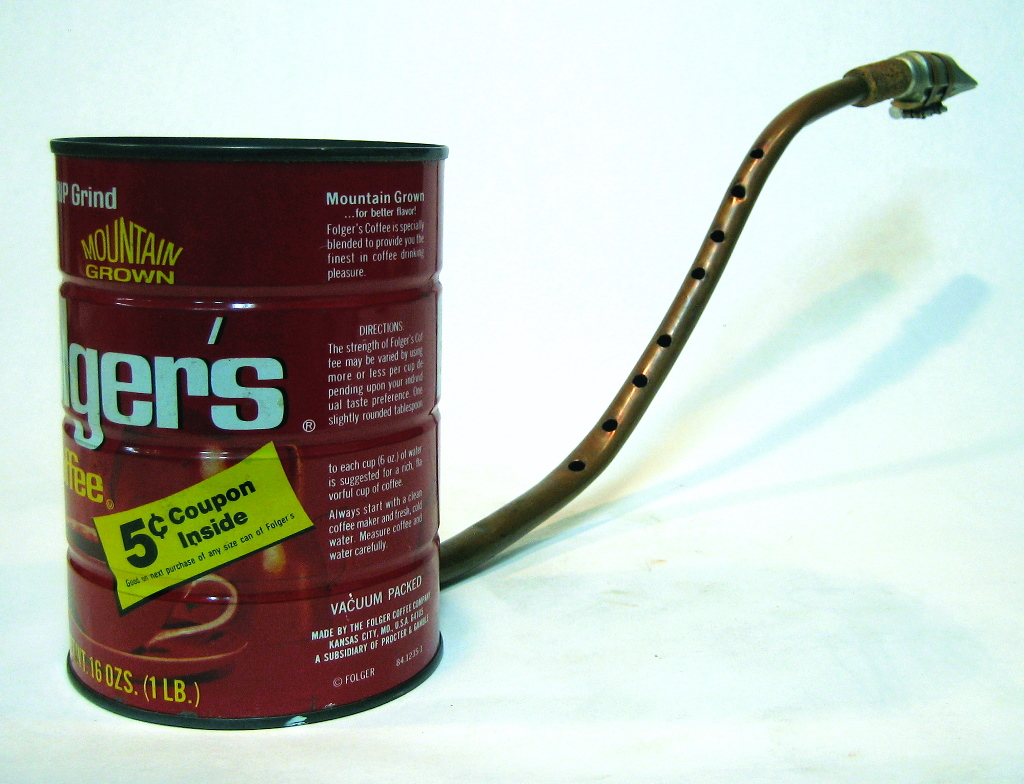
Folgerphone di Craig Nutt, 1971 ca.
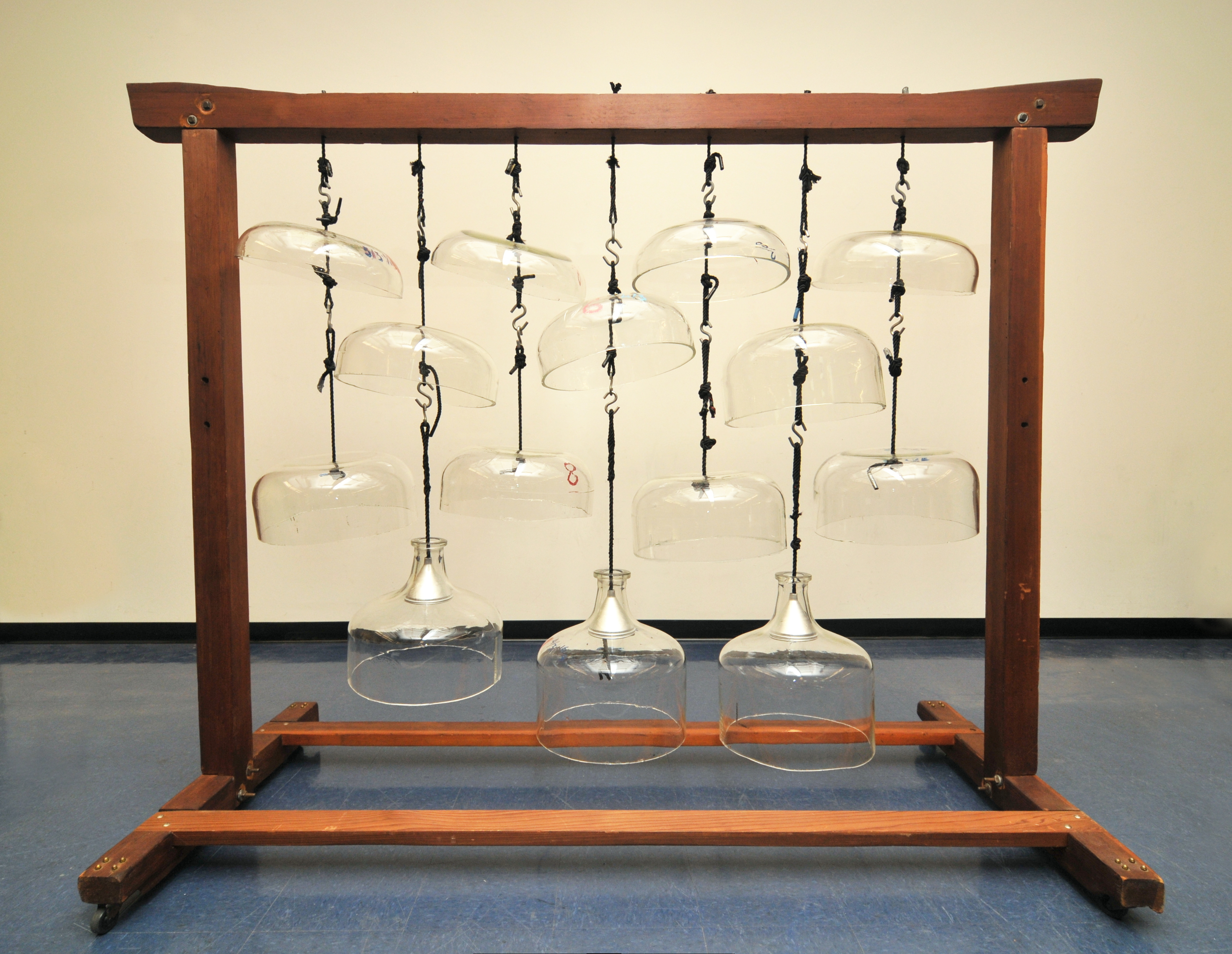
Cloud Chamber Bowls di Harry Partch, uno strumento a percussione a base di carboidrati.
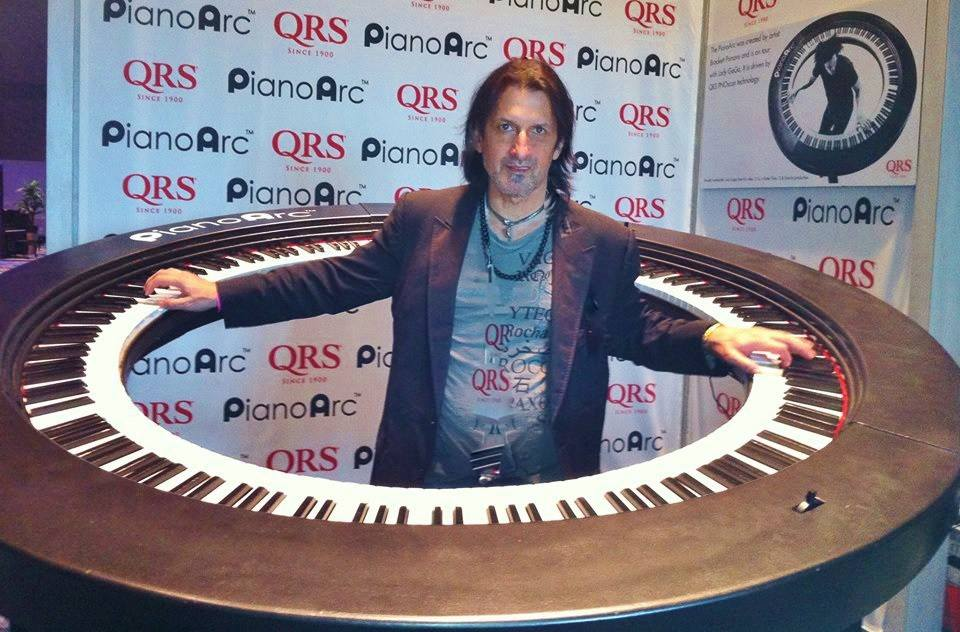
Il Brockettship della PianoArc
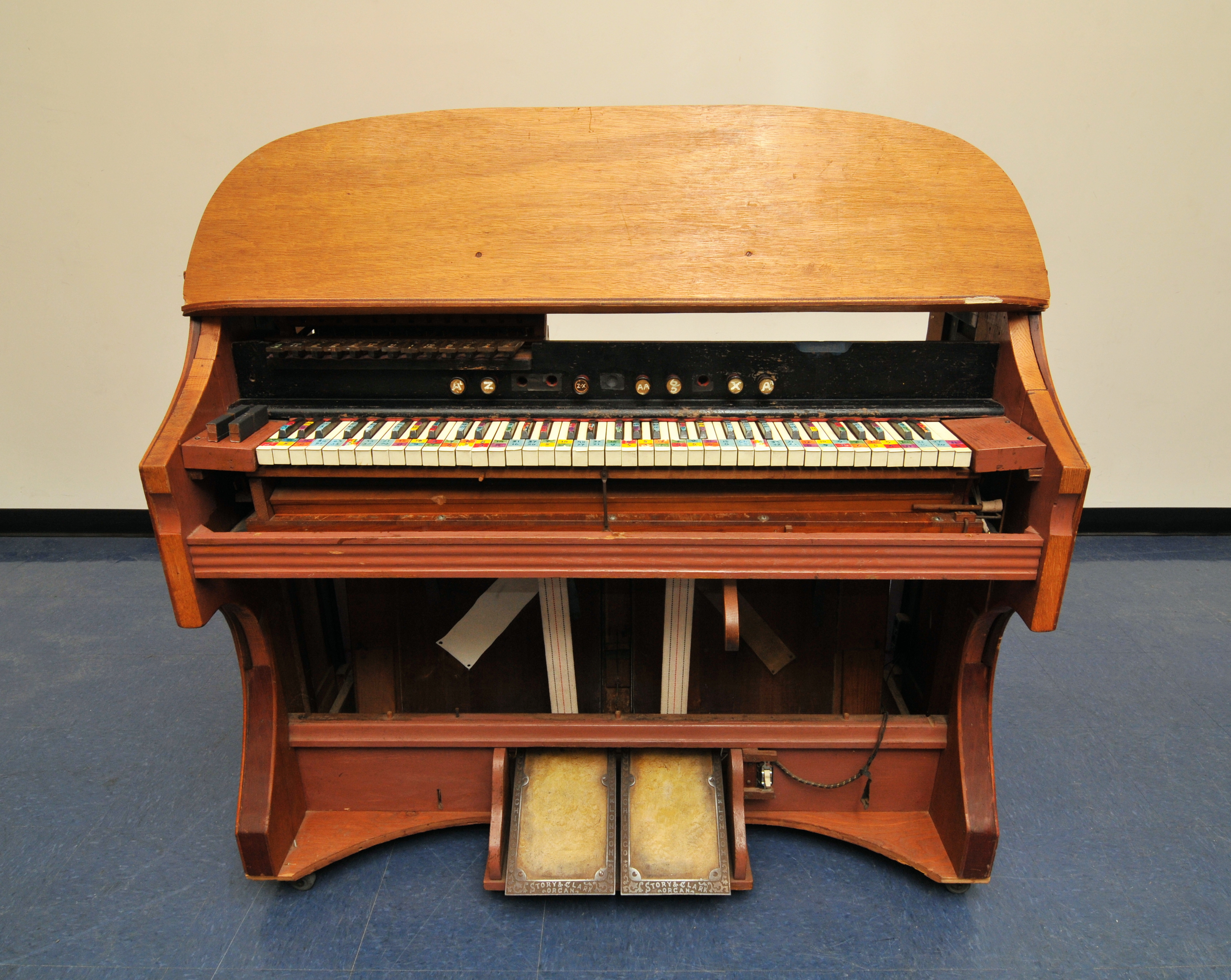
Chromelodeon I di Harry Partch, un organo a pompa modificato per suonare in un particolare sistema di intonazione naturale.
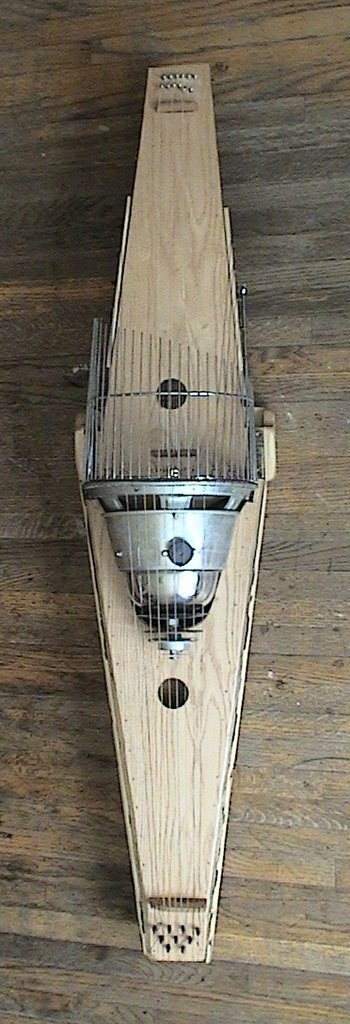
Bowafridgeaphone realizzato da Iner Souster (FemBots)
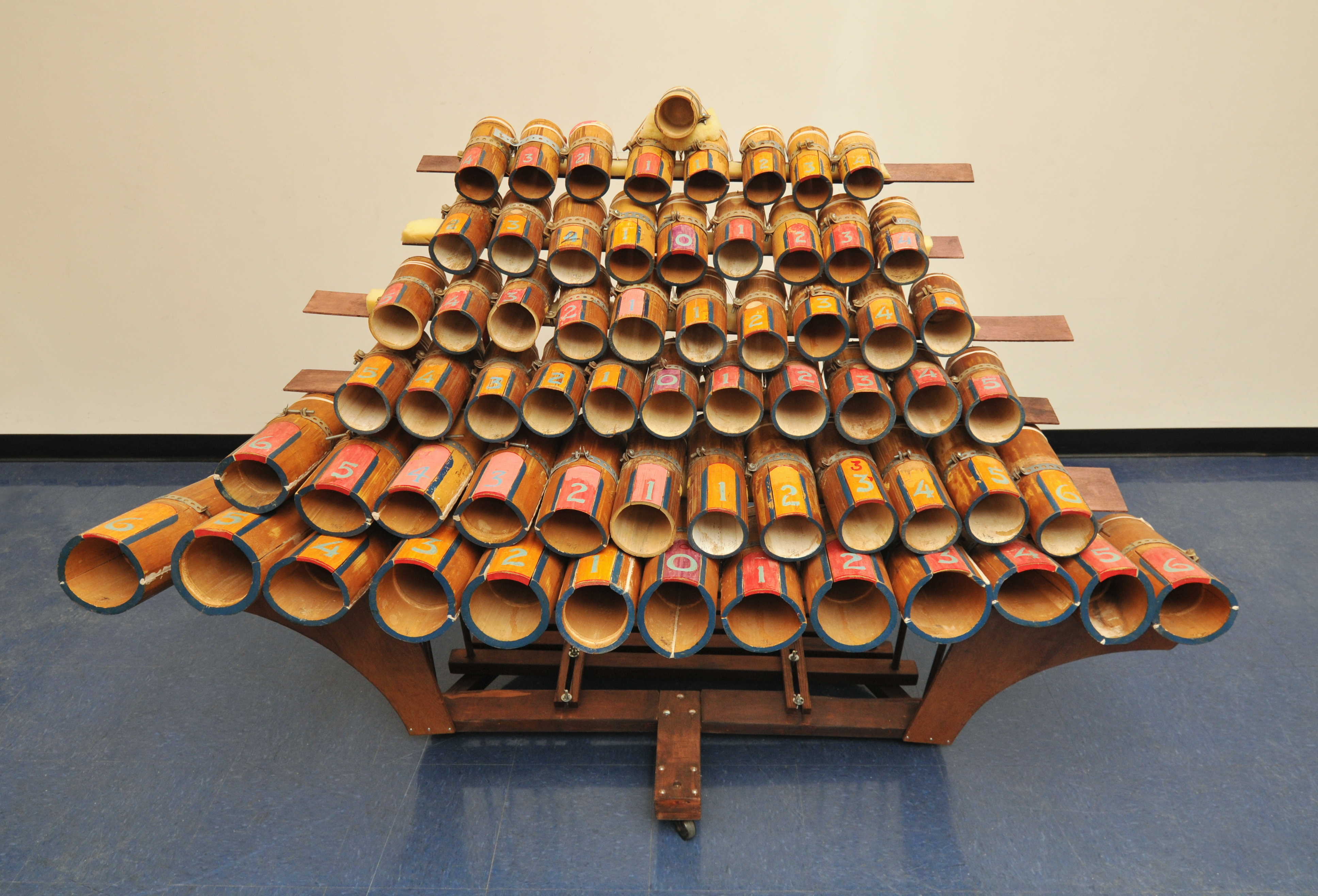
Boo I di Harry Partch, una marimba di bambù che usa il suo sistema di intonazione naturale.
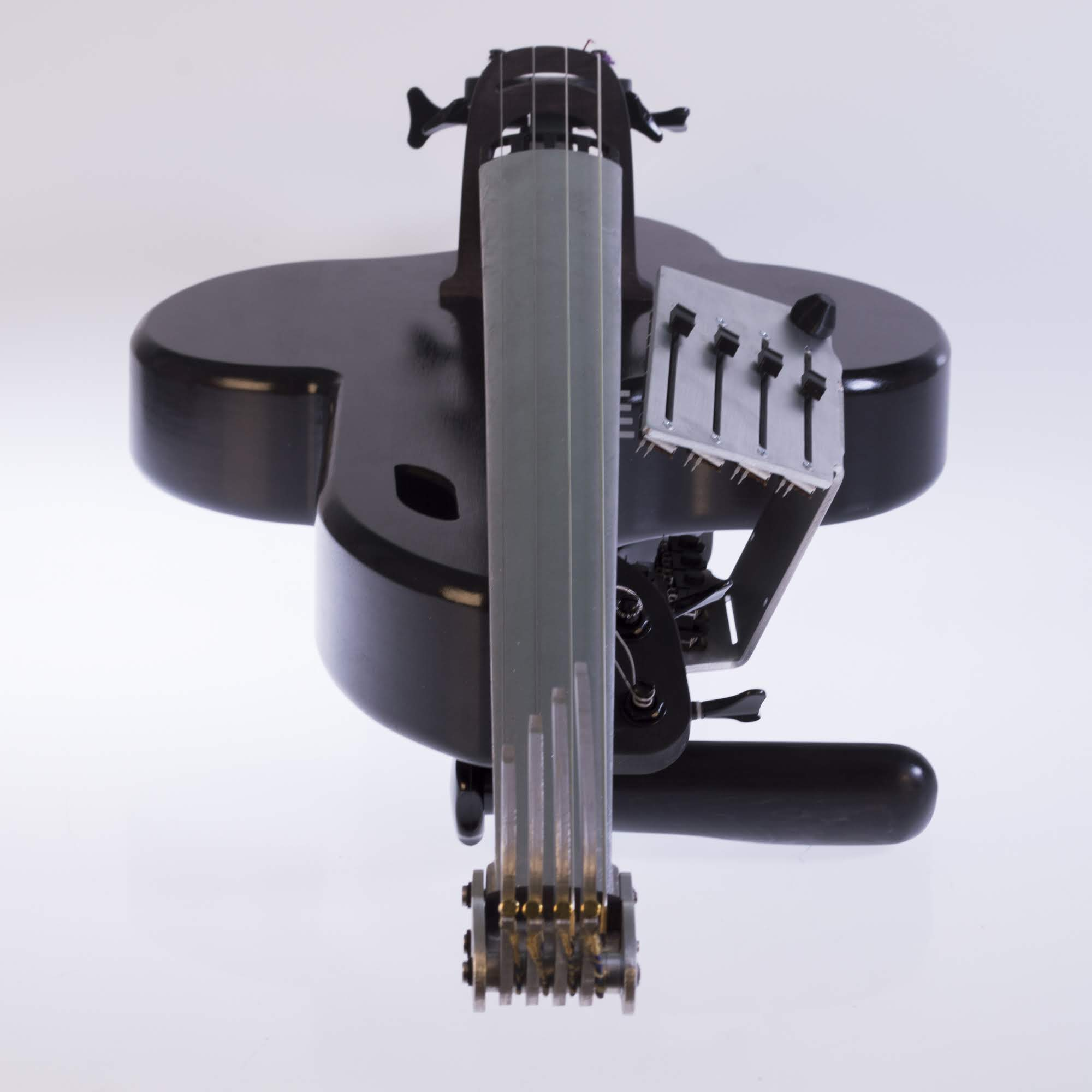
Halldorophone